# Eric Senorski
Eric Andrew Hamrin Senorski, född 25 juli 1989 i Högsbo församling i Göteborg, är en svensk friidrottare (långdistanslöpare) tävlande för Örgryte IS. År 2011 vann han SM-guld på både 5000 meter och 3000 meter hinder. År 2012 upprepade han SM-guldet på 3000 meter hinder.
Han är son till Midde Hamrin.
Vid U23-EM i Kaunas, Litauen år 2009 sprang Senorski 3 000 meter hinder och kom in på en åttonde plats med tiden 8:58,17.
2011 sprang han 3 000 meter hinder vid U23-EM i Ostrava, Tjeckien och tog sig då först vidare från försöken varefter han kom in på en niondeplats i finalen.

## Personliga rekord
| Utomhus - 1 500 meter – 3:46,09 (Stockholm 9 juli 2011) - 3 000 meter – 8:04,73 (Lapinlahti, Finland 24 juli 2011) - 5 000 meter – 13:56,33 (Heusden-Zolder, Belgien 7 juli 2012) - 10 000 meter – 29:41,45 (Bilbao, Spanien 3 juni 2012) - 10 km landsväg – 29:33 (Brunssum, Nederländerna 1 april 2012) - 2 000 meter hinder – 5:40,80 (Vellinge 26 augusti 2011) - 3 000 meter hinder – 8:39,75 (Gävle 13 augusti 2011) | Inomhus - 1 500 meter – 3:48,30 (Göteborg 12 februari 2011) - 3 000 meter – 8:06,00 (Stockholm 22 februari 2011) |

### Fotnoter
1. ↑  ”Stora SM 2011, dag 4” (htm). trackandfield.se. http://www.trackandfield.se/resultat/2011/110814.htm. Läst 17 april 2013.
2. ↑  ”Stora SM 2011, dag 3” (htm). trackandfield.se. http://www.trackandfield.se/resultat/2011/110813.htm. Läst 17 april 2013.
3. ↑  ”Stora SM 2012, dag 2”. swedishtiming.se. Arkiverad från originalet den 30 augusti 2012. https://web.archive.org/web/20120830084623/http://www.swedishtiming.se/resultat/120825.htm. Läst 16 april 2013.
4. ↑  ”Stora SM 2014, dag 2” (htm). trackandfield.se. http://www.trackandfield.se/resultat/2014/140802.htm. Läst 21 oktober 2014.
5. ↑  ”Terräng-SM 2011” (html). idrottonline.se. Arkiverad från originalet den 4 maj 2012. https://web.archive.org/web/20120504004238/http://www2.idrottonline.se/ImageVaultFiles/id_410628/cf_359/tsm2011-resultat.HTML. Läst 17 april 2013.
6. 1 2 3 4 5 6 7 8 9 10  ”Personsida på IAAF:s webbplats” (på engelska). iaaf.org. http://www.iaaf.org/athletes/sweden/erik-senorski-267643. Läst 28 oktober 2018.
7. ↑  Sveriges befolkning 2000, Version 1.03, Sveriges Släktforskarförbund: Hamrin Senorski, Eric Andrew
8. ↑  ”Två envisa friidrottare”. hn.se. 3 januari 2013. http://www.hn.se/sport/tv%C3%A5-envisa-friidrottare-hittade-en-ny-framtid-1.3078748. Läst 23 maj 2016.
9. ↑  ”European Athletics U23 Championships - Kaunas 2009” (på engelska). european-athletics.org. http://www.european-athletics.org/competitions/european-athletics-u23-championships/history/year=2009/results/index.html#. Läst 20 oktober 2017.
10. ↑  ”European Athletics U23 Championships - Ostrava 2011” (på engelska). european-athletics.org. http://www.european-athletics.org/competitions/european-athletics-u23-championships/history/year=2011/results/index.html. Läst 19 oktober 2017.
11. 1 2 3 4 5 6 7 8 9  ”Personsida på European Athletics' webbplats” (på engelska). european-athletics.org. http://www.european-athletics.org/athletes/group=s/athlete=153125-senorski-eric/index.html. Läst 28 oktober 2018.